# Super Noël
Série
Hyper Noël
(2002)
Pour plus de détails, voir Fiche technique et Distribution.
Super Noël, ou Sur les traces du Père Noël au Québec, (The Santa Clause) est un film de Noël américano-canadien réalisé par John Pasquin, sorti en 1994.
Le film connaît deux suites : Hyper Noël (2002) et Super Noël 3 : Méga Givré (2006). Une série télévisée est diffusée en 2022.
Le film suit Scott Calvin, un père entretient des rapports difficiles avec son fils Charlie, qu'il ne voit plus qu'épisodiquement. Scott va vivre une veille de Noël inattendue : après avoir glissé de son toit, le père Noël le désigne pour le remplacer. D'abord hésitant, Scott monte finalement dans le traîneau, enfile le célèbre costume, et distribue les cadeaux. Après que Charlie et son père ont débarqué dans un atelier souterrain caché sous la banquise du pôle Nord, Bernard, l'un des elfes, révèle à Scott qu'il s'est officiellement engagé à exercer la profession de père Noël. Le lendemain, contrairement à son fils, Scott est persuadé que toutes ces péripéties étaient simplement un rêve ; mais la réalité ne tarde pas à le rattraper ; un an plus tard et en à peine quelques jours, il prend plus de trente kilos ; ses cheveux blanchissent rapidement, et une opulente barbe assortie vient orner son visage. Il finira par accepter son sort.

## Synopsis
Scott Calvin est directeur marketing dans une entreprise de jouets, vivant à Lakeside dans l'Illinois. Père divorcé, il se prépare à passer la veille de Noël avec son jeune fils Charlie, âgé de 6 ans. Scott souhaite que Charlie continue de croire au Père Noël, même s'il n'y croit plus lui-même depuis longtemps. L’ex-femme de Scott, la mère de Charlie, Laura et son mari psychiatre, le Dr Neal Miller, ont tous deux cessé de croire au Père Noël lorsqu'ils étaient petits et ils estiment qu'il est temps pour Charlie de faire pareil.
Durant la nuit de Noël, Scott et Charlie sont réveillés par un bruit sur le toit. Scott sort pour voir ce qu'il s'y passe et aperçoit un homme debout sur le toit, près de la cheminée. En interpellant cet homme, Scott l'effraie involontairement, et il perd ainsi l'équilibre, glisse et tombe du toit. Cet homme semble être le Père Noël. Essayant d'en savoir plus, Scott trouve sur ce dernier une carte de visite indiquant que si quelque chose devait arriver au Père Noël, celui qui est responsable devrait mettre son costume et reprendre sa mission. Alors que Scott et Charlie découvrent avec une immense surprise le traîneau et les rennes sur le toit, le père Noël disparait, laissant uniquement son costume rouge par terre. Charlie souhaite que son père enfile le costume et continue la livraison de cadeaux. D'abord réticent, Scott décide de l'enfiler pour faire plaisir à son fils, il embarque dans le traineau et il passe malgré lui le reste de la nuit à devoir livrer des cadeaux, avant que les rennes ne les emmènent au pôle Nord. Une fois arrivés, Bernard, l’Elfe en chef, explique à Scott que parce qu’il a mis le costume, il est soumis à une technicité juridique connue sous le nom « La Clause Père Noël », ce qui signifie qu’il a accepté d’endosser toutes les fonctions et les responsabilités du Père Noël. Il lui donne onze mois pour mettre de l’ordre dans ses affaires avant de revenir au pôle Nord fin décembre. Confus et accablé par la situation, Scott enfile le pyjama qui lui est fourni dans la chambre du père Noël et s’endort aux côtés de Charlie.
Le lendemain matin, jour de Noël, Scott se réveille dans son propre lit et croit que les événements de la nuit précédente sont juste un rêve, jusqu’à ce qu’il se rend compte qu’il porte encore le pyjama qui lui a été donné au Pôle Nord. De même, il est surpris que Charlie puisse donner des détails sur ce qu'il s'est passé durant la nuit. Charlie est quant à lui persuadé que son père est le nouveau père Noël, et il va ainsi exprimer sa fierté partout, ce qui va susciter l'incrédulité et la crainte de son entourage.
Au cours de l’année suivante, Scott subit une transformation radicale, qu'il ne peut lui-même pas expliquer ; il commence à prendre beaucoup de poids, et a un goût accru pour les aliments sucrés, en particulier le lait et les biscuits. Aussi, il développe une barbe blanche épaisse qui pousse sur son visage en dépit des tentatives de la raser, et ses cheveux blanchissent constamment malgré les teintures. Le nouveau physique de Scott amène Laura et Neal à se demander si Scott ne tente délibérément pas de faire croire à Charlie qu'il est le père Noël, afin que celui-ci reste proche de lui. Très inquiets face à cette situation, ils ont réussi à demander à un juge de suspendre les droits de visite de Scott. Dévasté, Scott va chez Laura et Neal. Voulant à tout prix aider son père à réaliser à quel point il est important pour les enfants du monde, Charlie montre à Scott un globe de neige magique que Bernard lui avait donné au Pôle Nord, convainquant finalement Scott qu’il est le Père Noël et qu'il doit en assumer toutes les responsabilités afin de faire plaisir aux enfants. Alors que Scott demande à Laura et Neal une minute pour dire aurevoir à Charlie seul, Bernard apparaît et le transporte lui et Charlie au pôle Nord. Croyant que Scott a kidnappé Charlie, Laura et Neal contactent la police qui se met à la recherche de Scott et de Charlie.
La veille de Noël, Scott se met à livrer les cadeaux avec Charlie dans le traineau. Cependant, à son arrivée au domicile de Laura et Neal, Scott est arrêté. Les Elfes envoient une équipe de secours pour l’aider à s’échapper de prison. Scott retourne à la maison de Laura et Neal et parvient à les convaincre qu’il est le Père Noël, puis il demande à Charlie de passer Noël avec eux car ils sont sa famille aussi. Laura brûle alors les documents judiciaires interdisant les droits de visite de Scott et lui dit qu’il peut venir voir Charlie n’importe quand. Bernard apparaît alors et dit à Charlie que s’il secoue son globe de neige, à tout moment, son père apparaîtra. Avant de partir, Scott donne à Laura et Neal deux cadeaux de Noël qu’ils n’ont jamais eus quand ils étaient enfants (ce qui a causé leur non croyance au Père Noël). Lorsque la police tente de l’arrêter, Scott est en mesure de leur prouver son identité, à eux et à tous les témoins, en décollant du toit de la maison sur le traineau.
Peu de temps après son départ, Charlie rappelle Scott à la maison avec le globe de neige. Laura accepte de laisser Charlie partir avec Scott pour un court trajet en traîneau. Scott embrasse son nouveau rôle de Père Noël et part avec Charlie pour livrer les cadeaux.

## Fiche technique
Sauf indication contraire, les informations mentionnées dans cette section peuvent être confirmées par les bases de données cinématographiques IMDb et Allociné,  présentes dans la section « Liens externes ».
- Titre original : The Santa Clause
- Titre français : Super Noël
- Titre québécois : Sur les traces du Père Noël[1]
- Réalisation : John Pasquin
- Scénario : Leo Benvenuti et Steve Rudnick
- Musique : Michael Convertino
- Direction artistique : James McAteer
- Décors : Carol Spier
- Costumes : Carol Ramsey
- Maquillage : Alec Gillis et Tom Woodruff Jr.
- Photographie : Walt Lloyd
- Son : David J. Hudson, Jeffrey Perkins
- Montage : Larry Bock
- Production : Robert F. Newmyer, Brian Reilly et Jeffrey Silver
  - Production déléguée : Richard Baker, Rick Messina et James Miller
  - Production associée : Jennifer Graham Billings et Susan E. Novick
  - Coproduction : Caroline Baron et William W. Wilson III
- Sociétés de production : Outlaw Productions et Walt Disney Pictures, en association avec Hollywood Pictures
- Sociétés de distribution : Buena Vista Pictures (États-Unis) ; Gaumont Buena Vista International (France)
- Budget : 13 millions de $[2] ; 22 millions de $[3]
- Pays de production :  États-Unis,  Canada
- Langues originales : anglais, espagnol
- Format : couleur (Technicolor) — 35 mm — 1,85:1 (Panavision) — son Dolby Digital
- Genre : comédie, drame, fantastique
- Durée : 97 minutes
- Dates de sortie[4] :
  - États-Unis, Canada, Québec : 11 novembre 1994[1]
  - Belgique : 29 novembre 1995
  - France : 6 décembre 1995[5]
- Classification :
  - États-Unis : des scènes peuvent heurter les enfants - accord parental souhaitable (PG - Parental Guidance Suggested)[N 1]
  - Canada : tous publics (G - General)
  - Québec : tous publics – pour enfants (G - General Rating)[1]
  - France : tous publics (conseillé à partir de 8 ans)[5],[6]
  - Belgique : tous publics (jeune public) (Alle Leeftijden)[7]

## Distribution
- Tim Allen (VF : Nagui ; VQ : Yves Corbeil) : Scott Calvin / le père Noël
- Wendy Crewson (VF : Caroline Chaniolleau ; VQ : Élise Bertrand) : Laura Calvin Miller
- Judge Reinhold (VF : Réginald Huguenin ; VQ : Alain Zouvi) : Dr Neal Miller
- Eric Lloyd (VF : Dimitri Rougeul ; VQ : Nicolas Pensa) : Charlie Calvin
- David Krumholtz (VF : Valentin Merlet ; VQ : Guillaume Sabouret) : Bernard, l'elfe
- Peter Boyle (VF : Christian Blanc ; VQ : Ronald France) : M. Whittle
- Steve Vinovich (VF : Philippe Laudenbach ; VQ : Marc Bellier) : Dr Pete Novos
- Joyce Guy (VF : Émilie Benoît) : la principale Crompton
- Larry Brandenburg (VF : Bruno Raphaëlli) : l'inspecteur Nunzio
- Ron Hartmann (VF : André Falcon) : le juge G. Whelan
- Mary Gross (VF : Suzanne Lafontaine) : Mlle Daniels
- Paige Tamada (de) (VF : Ingrid Donnadieu) : Judy, l'elfe
- Nick Knight (VF : Sami Mouhoubi) : Quentin
- Jayne Eastwood (VF : Ariane Berg) : la serveuse
- Melissa King (VF : Adeline Chetail) : Sarah
- Judith Scott (VF : Sylvie Laporte) : Susan Perry
- Steve Lucescu : précédent père Noël[8]
- Frank Oz et Kerrigan Mahan (en) : les Rennes (voix)

## Sorties cinéma
Sauf indication contraire, les informations mentionnées dans cette section peuvent être confirmées par la base de données cinématographiques IMDb,  présente dans la section « Liens externes ».
- États-Unis : 11 novembre 1994
- Canada : 11 novembre 1994
- Québec : 11 novembre 1994[1]
- Australie : 24 novembre 1994
- Brésil : 25 décembre 1994
- Japon : 28 octobre 1995
- Allemagne : 2 novembre 1995
- Autriche : 3 novembre 1995
- Norvège : 10 novembre 1995
- Suède : 10 novembre 1995
- Finlande : 17 novembre 1995
- Espagne : 23 novembre 1995
- Belgique : 29 novembre 1995
- Danemark : 1er décembre 1995
- Irlande : 1er décembre 1995
- Italie : 1er décembre 1995
- Portugal : 1er décembre 1995
- France : 6 décembre 1995
- Pays-Bas : 7 décembre 1995
- Slovénie : 7 décembre 1995
- Royaume-Uni : 8 décembre 1995
- Pologne : 8 décembre 1995
- Uruguay : 8 décembre 1995
- Corée du Sud : 9 décembre 1995
- République tchèque : 14 décembre 1995
- Hongrie : 14 décembre 1995
- Slovaquie : 14 décembre 1995
- Grèce : 15 décembre 1995
- Turquie : 22 décembre 1995
- Argentine : 28 décembre 1995
- Estonie : 29 novembre 1996

## Sorties vidéo
Sauf indication contraire, les informations mentionnées dans cette section peuvent être confirmées par la base de données cinématographiques IMDb,  présente dans la section « Liens externes ».
| Sortie directement en DVD - Mexique : 28 octobre 2002 - Émirats arabes unis : 29 septembre 2008 - Afrique du Sud : 1er novembre 2011 - Égypte : 23 avril 2021 Sortie en DVD - France : 15 décembre 1998 - France : 4 décembre 2002 | Sortie en Blu-ray - Singapour : 10 septembre 2019 Sortie en VOD - France : 1er février 2019 Sortie sur internet - Philippines : 18 septembre 2014 |

## Production
Le film a été tourné dans l'Ontario notamment à Toronto et Oakville, ainsi que dans les Raleigh Studios à Hollywood. Les rennes du film proviennent tous du zoo de Toronto.

## Accueil

### Box-office
Sauf indication contraire, les informations mentionnées dans cette section peuvent être confirmées par la base de données cinématographiques IMDb,  présente dans la section « Liens externes ».
- Budget : 22 000 000 $ (USD) (estimation).
- Recettes aux États-Unis : 144 833 357 $ (USD).
- Total des recettes dans le monde entier : 189 800 000 $ (USD).

## Distinctions
Source : Internet Movie Database

### Récompenses
- BMI Film & TV Awards 1995 : prix BMI de la meilleure musique de film pour Michael Convertino
- People's Choice Awards 1995 : prix du public de la comédie préférée

### Nominations
- Academy of Science Fiction, Fantasy and Horror Films - Saturn Awards 1995 :
  - Meilleur film fantastique
  - Meilleur maquillage pour Alec Gillis et Tom Woodruff Jr.
- American Comedy Awards 1995 : acteur le plus drôle dans un film (Rôle principal) pour Tim Allen
- Kids' Choice Awards 1995 : acteur de cinéma préféré pour Tim Allen
- MTV Movie & TV Awards 1995 :
  - Meilleure révélation de l'année pour Tim Allen
  - Meilleure performance comique pour Tim Allen
- Young Artist Awards 1995 :
  - Meilleur film familial - comédie ou comédie musicale
  - Meilleure performance d’un jeune acteur dans un second rôle pour Eric Lloyd
- YoungStar Awards 1995 : meilleure performance d'un jeune acteur dans un film de comédie pour Eric Lloyd

## Clin d’œil
Scott Calvin a les mêmes initiales que Santa Claus, surnom porté par le père Noël aux États-Unis.